# Gomphichis viscosa
Gomphichis viscosa är en orkidéart som först beskrevs av Heinrich Gustav Reichenbach, och fick sitt nu gällande namn av Rudolf Schlechter. Gomphichis viscosa ingår i släktet Gomphichis och familjen orkidéer. Inga underarter finns listade i Catalogue of Life.